# Paullinia novemalata
Paullinia novemalata är en kinesträdsväxtart som beskrevs av Uitt.. Paullinia novemalata ingår i släktet Paullinia och familjen kinesträdsväxter. Inga underarter finns listade i Catalogue of Life.